# L'Escoça
Lescoça (francès Lescousse) és un municipi francès situat al departament de l'Arieja i a la regió d'Occitània.